# Ichneumon ultimus
Ichneumon ultimus är en stekelart som beskrevs av Cresson 1877. Ichneumon ultimus ingår i släktet Ichneumon och familjen brokparasitsteklar. Inga underarter finns listade i Catalogue of Life.